# Colțunași

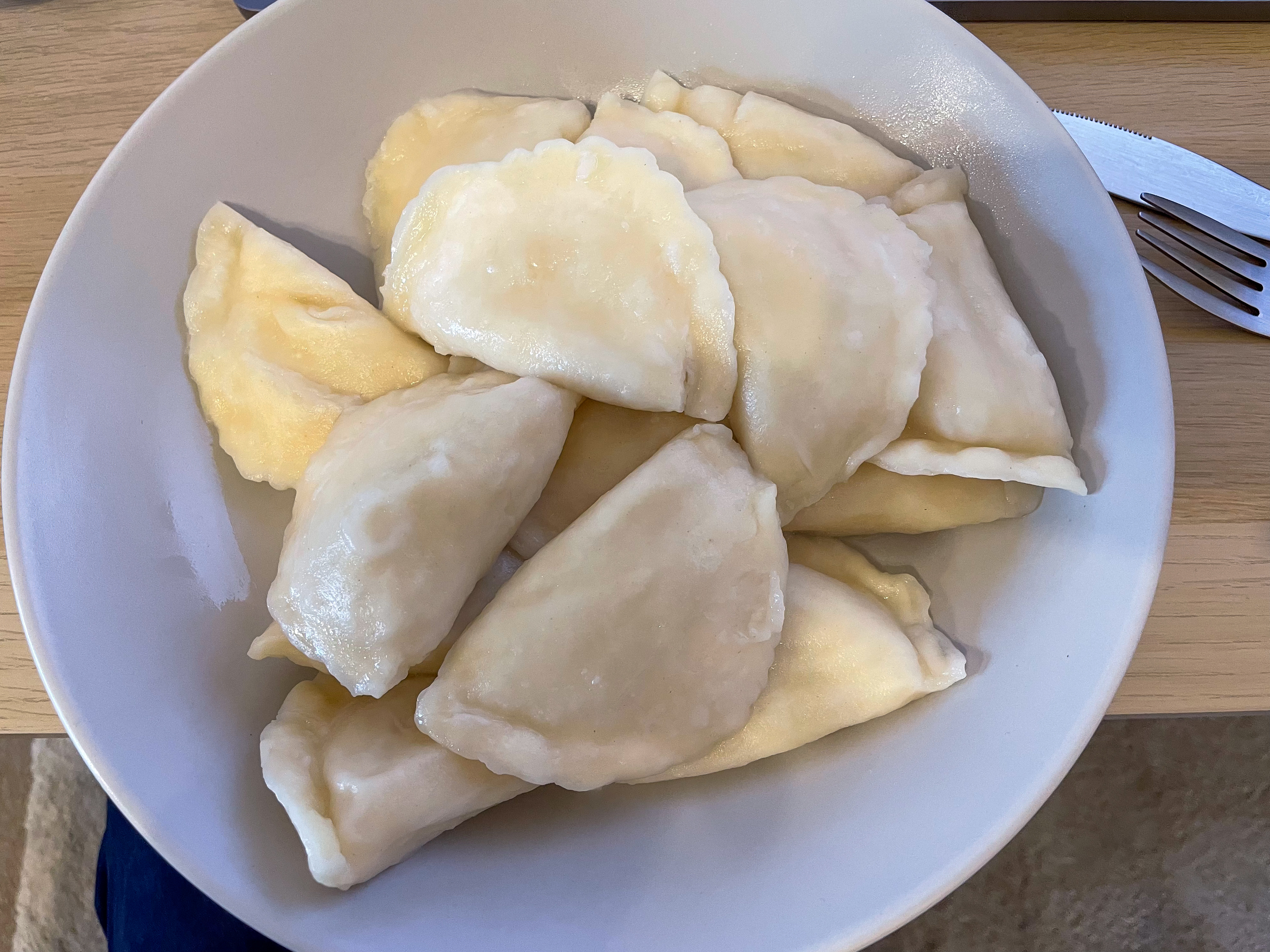
Colțunașii sunt un preparat culinar care constă din bucăți de aluat umplute cu brânză, carne tocată, gem, dulceață etc. și fierte în apă sau coapte în cuptor.

Colțunașii (plural articulat; singular: colțunaș) sunt un preparat culinar care constă din bucăți de aluat umplute cu brânză, carne tocată, gem, dulceață etc. și fierte în apă sau coapte în cuptor. În unele regiuni din Bucovina și Transilvania aceștia sunt cunoscuți sub numele de piroști (singular piroșcă) sau piroște, iar în regiuni din Moldova sub numele de chiroște (singular: chiroașcă).
Colțunașii sunt: 
- identici cu pierogi din bucătăria poloneză;
- foarte similari cu: 
  - pelmeni din bucătăria rusească;
  - bansh din bucătăria mongolă;
  - jiaozi (în cantoneză: gaau) sau húndùn (în cantoneză: wonton) din bucătăria chinezească;
  - manti din bucătăria turcească și cea kazahă;
  - momo din bucătăria nepaleză și cea tibetană;
  - chuchvara din bucătăria uzbecă;
  - mandu din bucătăria coreeană;
  - gyoza din bucătăria japoneză; și
  - ravioli din bucătăria italiană.

Cu toate că se întâlnesc și variantele de colțunași umpluți cu carne, brânză sărată, cartofi sau alte legume, spre deosebire de țările vecine, în România majoritatea colțunașilor au umpluturi dulci și sunt considerați deserturi. Adesea colțunașii sunt serviți cu smântână sau sosuri.